# Жуков, Александр Александрович (советский хоккеист)
Александр Александрович Жуков (род. 31 августа 1953) — советский хоккеист, защитник. Советский и российский тренер. Мастер спорта СССР (1975). Заслуженный тренер России (2009).

## Биография
Воспитанник свердловского хоккея. Выступал за местные команды «Автомобилист» (1972/73 — 1975/76) и СКА (1976/77 — 1981/82). В высшей лиге провёл один сезон — 1972/73 (15 матчей, 2 (1+1) очка).
Старший тренер (1982/83, 1988/89 — 1989/90), тренер (1987/88) СКА Свердловск. Тренер «Металлурга» Серов (1990/91). Тренер (1992/93 — 1993/94, 2003/04 — 2004/05), главный тренер (вторая половина сезона-2001/02) СКА-2 Санкт-Петербург. Тренер СКА СПб (1994/95 — 2000/01, 2002/03). Возглавлял филиал СДЮШОР «СКА-Петергоф» (август 2005 — апрель 2010). Тренер команды СДЮШОР СКА 1999 г. р. (2014/15).